# Musical Instrument Digital Interface
MIDI (Musical Instrument Digital Interface) er en industristandard som præcist definerer noder i et digitalt musikformat. Kommunikationsprotokollen lader computere, synthesizere, lydkort, trommemaskiner og andre elektroniske instrumenter kontrollere og udveksle information.
De fleste elektroniske lydværktøjer understøtter i dag MIDI, og det udgør et centralt bindeled i komponeringsprocessen for de fleste moderne musikere.

## Software som støtter MIDI-standarden
- GarageBand
- Finale
- Voyetra Digital Orchestrator Plus
- Cakewalk Sonar
- GVOX Encore
- Noteworthy
- Cubase
- Musicator
- Pro tools
- Cakewalk Kinetic
- FL Studio
- Ableton Live
- Nuendo
- Logic
- Reason

og mange flere.

## Standarder
Den første MIDI-standard som blev defineret hed General Midi (GM). Denne indeholder 128 instrumenter, og de fleste MIDI-enheder understøtter GM. Efterhånden som man fandt begrænsninger i GM, udviklede Yamaha sin egen XG-standard med over 700 instrumenter, mens Roland lancerede GS (General Standard). Begge disse standarder er bagudkompatible, og vil også afspille MIDI fra GM-enheder.
Blandt funktioner som blev defineret i GM, og beholdt i XG og GS er:
- Pitch bend
- Mod wheel
- Sustain
- Pan
- Expression